# Tháng năm rực rỡ
Tháng năm rực rỡ là một bộ phim điện ảnh Việt Nam thuộc thể loại hài xen lẫn học đường và tâm lý xã hội của đạo diễn Nguyễn Quang Dũng. Phim khởi chiếu tại các rạp bắt đầu từ ngày 9 tháng 3 năm 2018. Đây là tác phẩm làm lại từ phim Sunny năm 2011 của Hàn Quốc.
Lấy bối cảnh tại Đà Lạt, phim xoay quanh một nhóm bạn trẻ có biệt danh Ngựa Hoang gồm sáu cô gái: Hiểu Phương, Mỹ Dung, Tuyết Anh, Bảo Châu, Thùy Linh và Lan Chi. Trải qua nhiều thay đổi vào khoảng thời gian thập niên 1970, nhóm bạn đã tan rã, mỗi người có một cuộc sống riêng. Một lần tình cờ gặp lại Mỹ Dung vào 25 năm sau và biết bạn mình đang mắc bệnh ung thư giai đoạn cuối, Hiểu Phương quyết định tập hợp lại những gương mặt cũ trong nhóm.

## Nội dung
Phim mở đầu với bối cảnh năm 2000, ở Thành phố Hồ Chí Minh, Hiểu Phương đang sống với chồng và cô con gái tuổi teen. Trong lúc vào bệnh viện thăm mẹ, Hiểu Phương vô tình gặp lại Mỹ Dung, một trong những người bạn thân năm xưa của cô. Mỹ Dung bị bệnh ung thư và nói rằng muốn gặp lại nhóm bạn thân Ngựa hoang. Trên đường về nhà, Hiểu Phương xuống xe đi bộ hòa mình vào các học sinh, cô nhớ lại năm xưa mình cũng từng là học sinh.
Phim chuyển sang bối cảnh năm 1975, ở Đà Lạt, trước khi diễn ra Sự kiện 30 tháng 4. Cô gái Hiểu Phương ngày đầu đến trường, với phong cách ăn mặc quá giản dị và tính cách khờ khạo nên cô bị bạn bè chê cười. Cô gặp được nhóm Ngựa hoang gồm có: Mỹ Dung, Tuyết Anh, Bảo Châu, Thùy Linh và Lan Chi. Trưởng nhóm Mỹ Dung đồng ý kết nạp Hiểu Phương vào nhóm. Cả nhóm hẹn gặp một nhóm nữ sinh côn đồ ở trong rừng, dự định là sẽ đánh nhau, nhưng Hiểu Phương giả vờ bị ma nhập để hù dọa nhóm kia bỏ chạy.
Lúc đầu Tuyết Anh có vẻ ghét Hiểu Phương, nhưng sau khi đi nhậu với nhau, cả hai trở nên thân thiết hơn. Hiểu Phương đem lòng yêu thầm chàng trai tên Đông Hồ. Anh chàng này đã giúp Hiểu Phương thoát khỏi đám bạn xấu. Hiểu Phương định thổ lộ tình cảm với Đông Hồ, ngờ đâu anh ta và Tuyết Anh đang yêu nhau, điều này làm Hiểu Phương đau lòng.
Nhóm Ngựa hoang tính đi xem phim, nhưng vô tình ở khu vực quảng trường xảy ra cuộc biểu tình Học sinh - Sinh viên. Nhóm Ngựa hoang cũng bị nhóm nữ sinh côn đồ tấn công, tuy nhiên nhóm Ngựa hoang chạy thoát được, còn nhóm côn đồ bị lính Việt Nam Cộng hòa (quân đội chính quyền Sài Gòn) bắt giữ.
Trong lớp có một nữ sinh nghiện ngập tên Kiều Chinh rất căm ghét nhóm Ngựa hoang. Vào một ngày trường tổ chức văn nghệ, trước khi nhóm Ngựa hoang lên sân khấu, Tuyết Anh bị Kiều Chinh rạch mặt. Sau ngày hôm đó cả nhóm bị đuổi học và họ xa nhau từ đó.
Trở về với thời điểm năm 2000, Hiểu Phương bắt đầu tìm lại từng thành viên nhóm Ngựa hoang. Cô tìm được Lan Chi, Thùy Linh và Bảo Châu. Lan Chi làm chủ tiệm cầm đồ, Thùy Linh là đại gia thích cặp kè với trai trẻ, còn Bảo Châu làm gái mại dâm. Năm thành viên nhóm Ngựa hoang đã hội ngộ, chỉ có Tuyết Anh là vắng mặt. Căn bệnh của Mỹ Dung đến giai đoạn cuối và cô qua đời. Trong tang lễ của Mỹ Dung, luật sư của cô xuất hiện và tiết lộ về di chúc của cô. Đúng lúc đó Tuyết Anh trở về, làm các thành viên nhóm Ngựa hoang bất ngờ.

## Diễn viên
- Hoàng Yến Chibi vai Hiểu Phương
  - Hồng Ánh vai Hiểu Phương lúc trưởng thành
- Jun Vũ vai Tuyết Anh
  - Anh Thư vai Tuyết Anh lúc trưởng thành (khách mời  cuối phim)
- Hoàng Oanh vai Mỹ Dung
  - Thanh Hằng vai Mỹ Dung lúc trưởng thành
- Khổng Tú Quỳnh vai Bảo Châu
  - NSƯT Mỹ Uyên vai Bảo Châu lúc trưởng thành
- Trịnh Thảo vai Thùy Linh
  - NSƯT Mỹ Duyên vai Thùy Linh lúc trưởng thành
- Minh Thảo vai Lan Chi
  - Tuyền Mập vai Lan Chi lúc trưởng thành
- Tiến Vũ vai Đông Hồ
  - Tùng Yuki vai Đông Hồ lúc trưởng thành
- NSND Lan Hương vai mẹ của Hiểu Phương
- NSƯT Đức Khuê vai bố của Hiểu Phương
- NSƯT Lê Thiện vai bà của Hiểu Phương
- Lãnh Thanh vai anh trai Hiểu Phương
- Lan Phương vai cô giáo Linh Lan
- Hoàng Phúc vai Thành
- Yu Dương vai Phương My (con gái Hiểu Phương)
- Hà Linh vai luật sư
- Khánh Huyền vai mẹ kế của Tuyết Anh
- Thanh Tú vai Kiều Chinh
- Song Ngư vai Xuân Lan
- Trúc Anh vai nữ sinh bắt nạt Phương My
- Trần Thế Nhân vai thanh niên trong xóm lao động
- Cindy Thái Tài vai bà chủ nhà thổ
- Soho Nguyễn Hoàng Sơn vai người yêu của Thùy Linh

## Phát hành và đón nhận

### Phát hành
Phim đã được công chiếu chính thức vào ngày 9 tháng 3 năm 2018 tại tất cả các rạp trên toàn quốc.

### Đón nhận

#### Doanh thu
Sau 10 ngày công chiếu và chiếu sớm (sneakshow), phim đã cán mốc 1 triệu lượt xem với số tiền thu về khoảng 65 tỷ.

#### Giải thưởng và đề cử
| Năm  | Giải thưởng                        | Hạng mục                                               | Đối tượng đề cử                     | Kết quả   | Chú thích            |
| ---- | ---------------------------------- | ------------------------------------------------------ | ----------------------------------- | --------- | -------------------- |
| 2019 | Giải thưởng Ngôi Sao Xanh 2018     | Phim điện ảnh xuất sắc nhất                            | Tháng năm rực rỡ                    | Đề cử     | [ 5 ] [ 6 ]          |
| 2019 | Giải thưởng Ngôi Sao Xanh 2018     | Nữ diễn viên điện ảnh xuất sắc nhất                    | Hoàng Yến Chibi                     | Đoạt giải | [ 5 ] [ 6 ]          |
| 2019 | Giải thưởng Ngôi Sao Xanh 2018     | Nữ diễn viên điện ảnh xuất sắc nhất                    | Hoàng Oanh                          | Đề cử     | [ 5 ] [ 6 ]          |
| 2019 | Giải thưởng Ngôi Sao Xanh 2018     | Nữ diễn viên điện ảnh xuất sắc nhất                    | Jun Vũ                              | Đề cử     | [ 5 ] [ 6 ]          |
| 2019 | Giải thưởng Ngôi Sao Xanh 2018     | Nữ diễn viên điện ảnh xuất sắc nhất                    | Tuyền Mập                           | Đề cử     | [ 5 ] [ 6 ]          |
| 2019 | Giải thưởng Ngôi Sao Xanh 2018     | Nữ diễn viên điện ảnh xuất sắc nhất                    | Mỹ Duyên                            | Đề cử     | [ 5 ] [ 6 ]          |
| 2019 | Giải thưởng Ngôi Sao Xanh 2018     | Nữ diễn viên điện ảnh được yêu thích nhất              | Hoàng Yến Chibi                     | Đoạt giải | [ 5 ] [ 6 ]          |
| 2019 | Giải thưởng Ngôi Sao Xanh 2018     | Nữ diễn viên điện ảnh được yêu thích nhất              | Hoàng Oanh                          | Đề cử     | [ 5 ] [ 6 ]          |
| 2019 | Giải thưởng Ngôi Sao Xanh 2018     | Nữ diễn viên điện ảnh được yêu thích nhất              | Jun Vũ                              | Đề cử     | [ 5 ] [ 6 ]          |
| 2019 | Giải thưởng Ngôi Sao Xanh 2018     | Nữ diễn viên điện ảnh được yêu thích nhất              | Tuyền Mập                           | Đề cử     | [ 5 ] [ 6 ]          |
| 2019 | Giải thưởng Ngôi Sao Xanh 2018     | Nữ diễn viên điện ảnh được yêu thích nhất              | Mỹ Duyên                            | Đề cử     | [ 5 ] [ 6 ]          |
| 2019 | Giải thưởng Ngôi Sao Xanh 2018     | Sáng tạo xuất sắc nhất                                 | Đức Trí                             | Đề cử     | [ 5 ] [ 6 ]          |
| 2019 | WeChoice Awards 2018               | Phim điện ảnh được yêu thích nhất                      | Tháng năm rực rỡ                    | Đoạt giải | [ 7 ]                |
| 2019 | Cánh Diều Vàng 2018                | Phim điện ảnh xuất sắc nhất                            | Tháng năm rực rỡ                    | Đề cử     | [ 8 ] [ 9 ] [ 10 ]   |
| 2019 | Cánh Diều Vàng 2018                | Đạo diễn xuất sắc nhất phim truyện điện ảnh            | Nguyễn Quang Dũng                   | Đề cử     | [ 8 ] [ 9 ] [ 10 ]   |
| 2019 | Cánh Diều Vàng 2018                | Nữ diễn viên chính xuất sắc phim truyện điện ảnh       | Hoàng Yến Chibi                     | Đoạt giải | [ 8 ] [ 9 ] [ 10 ]   |
| 2019 | Cánh Diều Vàng 2018                | Thiết kế mỹ thuật xuất sắc phim truyện điện ảnh        | Lê Ngọc Quốc Bảo                    | Đoạt giải | [ 8 ] [ 9 ] [ 10 ]   |
| 2019 | Giải thưởng Làn Sóng Xanh 2018     | Ca khúc nhạc phim được yêu thích nhất                  | Hoàng Yến Chibi – "Nụ hôn đánh rơi" | Đoạt giải | [ 11 ]               |
| 2019 | Keeng Young Awards 2018            | Ca khúc nhạc phim                                      | Hoàng Yến Chibi – "Nụ hôn đánh rơi" | Đoạt giải |                      |
| 2019 | Liên hoan phim Việt Nam lần thứ 21 | Đạo diễn xuất sắc phim truyện điện ảnh                 | Nguyễn Quang Dũng                   | Đề cử     | [ 12 ] [ 13 ] [ 14 ] |
| 2019 | Liên hoan phim Việt Nam lần thứ 21 | Họa sĩ thiết kế mỹ thuật xuất sắc phim truyện điện ảnh | Trịnh Thiên Thanh                   | Đề cử     | [ 12 ] [ 13 ] [ 14 ] |
| 2019 | Liên hoan phim Việt Nam lần thứ 21 | Nữ diễn viên chính xuất sắc nhất phim truyện điện ảnh  | Hoàng Yến Chibi                     | Đoạt giải | [ 12 ] [ 13 ] [ 14 ] |
| 2019 | Liên hoan phim Việt Nam lần thứ 21 | Nữ diễn viên phụ xuất sắc phim truyện điện ảnh         | Thanh Hằng                          | Đề cử     | [ 12 ] [ 13 ] [ 14 ] |

## Nhạc phim
Nhạc phim Tháng năm rực rỡ là các bài hát "Rực rỡ tháng năm" (Mỹ Tâm thể hiện), "Yêu" (Hoàng Yến Chibi thể hiện), "Nụ hôn đánh rơi" (Hoàng Yến Chibi thể hiện), "Niệm khúc cuối" (Đức Phúc thể hiện), "Kim ơi" (Phạm Anh Khoa thể hiện), "Kim ơi" (Dàn diễn viên chính thể hiện), "Vết thù trên lưng ngựa hoang" (Phạm Anh Khoa thể hiện), "Giấc mơ tuyệt với" (Lam Trường thể hiện), "Ngày xưa Hoàng Thị" (Ngọc Hạ thể hiện), "Tôi muốn" (Đức Trí thể hiện). Phần nhạc phim do nhạc sĩ Đức Trí sáng tác, phim cũng được sử dụng các bài hát đã cho ra mắt để làm nhạc phim.